# Знак «За отличную стрельбу из танкового оружия»
Знак «За отличную стрельбу из танкового оружия» — ведомственный нагрудный знак РККА, отмечавший высокие показатели награждённого в стрельбе из танкового оружия (пушки или пулемёта). Существовал с 1936 по 1941 год.

## История

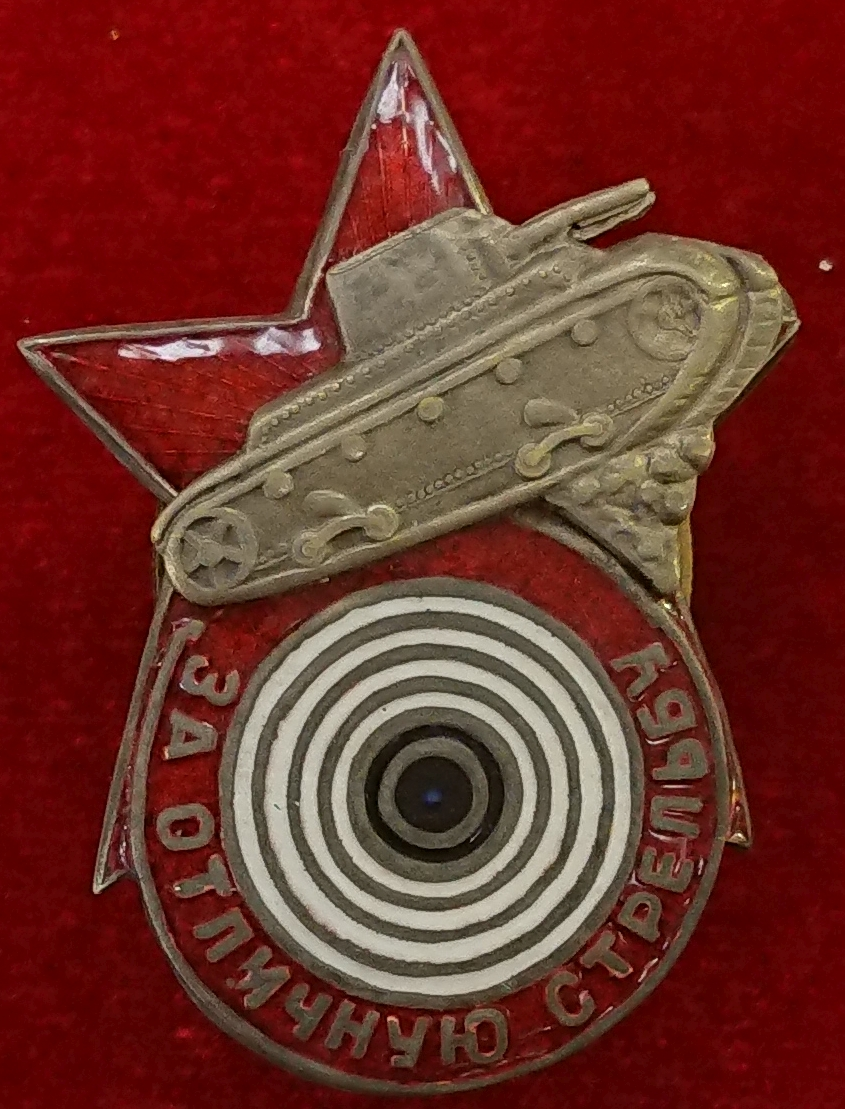
Знак «За отличную стрельбу из танкового оружия», 1936 г.

Знак «За отличную стрельбу из танкового оружия» был учреждён приказом НКО СССР № 1 от 3 января 1936 года, вместе со знаком «За отличное вождение боевых машин автобронетанковых войск».
Нагрудным знаком «За отличную стрельбу из танкового оружия» награждались лица рядового, командного и начальствующего состава бронетанковых частей РККА за выполнение ими всех подготовительных и зачетных упражнений курса стрельб из танкового оружия и курса наблюдения, с хорошими или отличными результатами. Кроме того, от кандидата к награждению знаком требовалось отличное владение материальной частью, умение обращения и отладки оружия, знание правил стрельбы из танкового оружия.
Награждение производилось приказом начальника Автобронетанкового управления (АБТУ) РККА по представлению командира части через начальников автобронетанковых войск округов. Лицам, удостоенным знака «За отличную стрельбу из танкового оружия», присваивалось звание «Отличного стрелка». Однако, если впоследствии награждённый демонстрировал небрежное отношение к оружию или его хранению, он лишался звания и права на ношение знака.
Производство знака и награждение им было прекращено с началом Великой Отечественной войны.

## Описание
Знак «За отличную стрельбу из танкового оружия» представлял собой выполненный из томпака нагрудный знак сложной формы. На заднем плане размещалась крупная пятиконечная звезда, залитая красной эмалью. На её фоне в нижней части знака размещалось изображение круглой мишени, выполненное белой, красной и чёрной эмалью, с надписью «За отличную стрельбу», размещённой по кругу во внешнем секторе мишени. Над мишенью размещалось накладное схематичное изображение танка Т-26, который как бы въезжал на мишень. На реверсе знак имел стандартное винтовое крепление. Общие размеры знака — 44,7×34,0 мм.
Знак носился на левой стороне груди, как в строю, так и вне строя.